# Franska nationalgardet

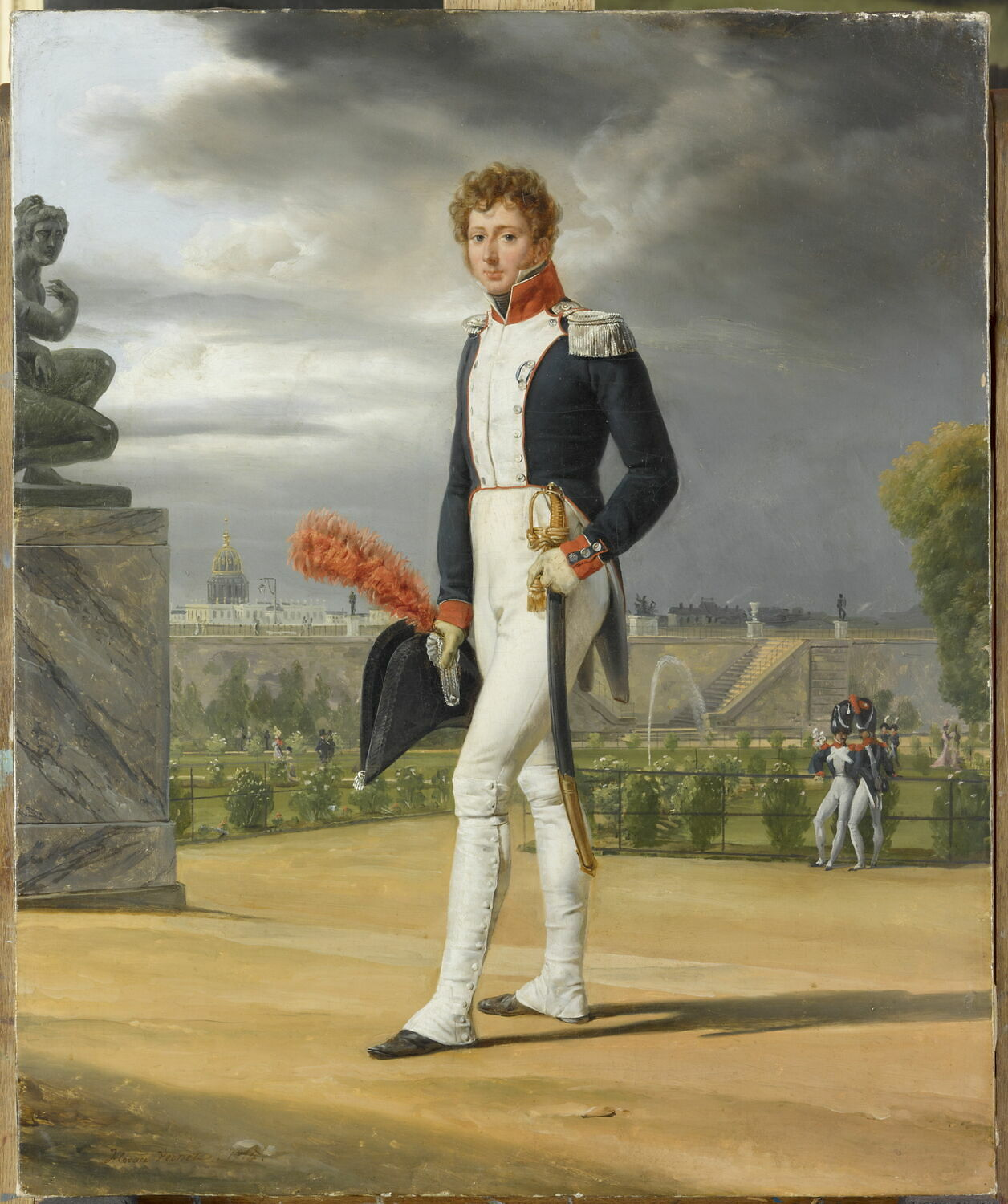
Philippe Lenoir 1814 i sin Nationalgardesuniform. Målning av Horace Vernet

Franska nationalgardet (franska: la Garde Nationale) var under den franska revolutionens första år en militär styrka åtskild från den reguljära armén. Nationalgardet leddes ursprungligen av Markisen av Lafayette och deltog sedermera i julirevolutionen 1830, februarirevolutionen 1848 och Pariskommunen 1871. Gardet upplöstes den 14 mars 1871 då det ansågs som en grogrund för radikala republikanska idéer, men återskapades 2016.
Nationalgardet brukar allmänt associeras med den borgerliga medelklassen och den konstitutionella monarkin.

## Skapande

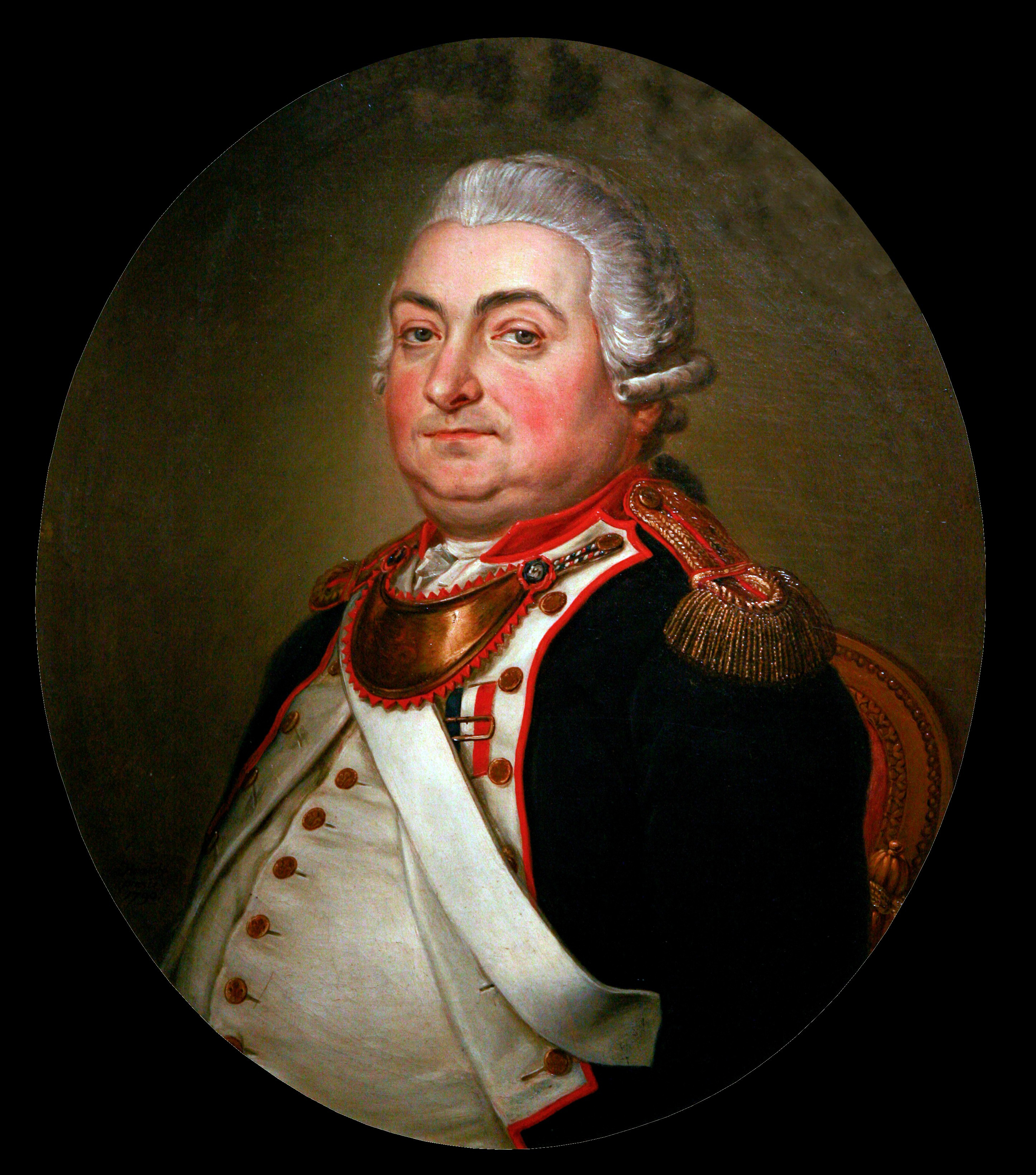
Herr Hepp, befäl inom Nationalgardet I Strassbourg 1790

Uppsättningen av ett Borgerskapets garde (Garde bourgeoise) i Paris diskuterades av  Nationalförsamlingen den 11 juli 1789, som ett svar på kungens oväntade avskedande av ministern Jacques Necker, som ersattes av den konservative  Baronen av Breteuil samma dag. Detta skapade snabbt en stämning av vrede, och oroligheter bröt ut i Paris. Nationalförsamlingen deklarerade att man därför satte upp en Borgerskapsmilis (milice bourgeoise) den 13 juli samma år. Morgonen dagen efter, den 14 juli 1789, ledde jakten på vapen till denna milis att man intog Hôtel des Invalides och därefter Stormningen av Bastiljen.
Lafayette blev vald till milisens befälhavare den 15 juli, samtidigt som den döptes om till Nationalgardet (La Garde National). Liknande miliser skapades under denna tid på en mängd orter och platser i Frankrike, som ett svar på den djupa kris och de våldsamma upplopp som skedde. När kungens, Ludvig XVI, eget regemente Franska Gardet gjorde myteri, upplöstes det, och dess soldater bildade stommen i det nya Nationalgardet i Paris.
Samtliga lokala eller regionala garden samlades till ett Nationalgarde på årsdagen av Bastiljens stormning den 14 juli 1790, då Lafayette utnämndes till Generalbefälhavare över alla Nationalgarden inom Konungariket.

## Organisation

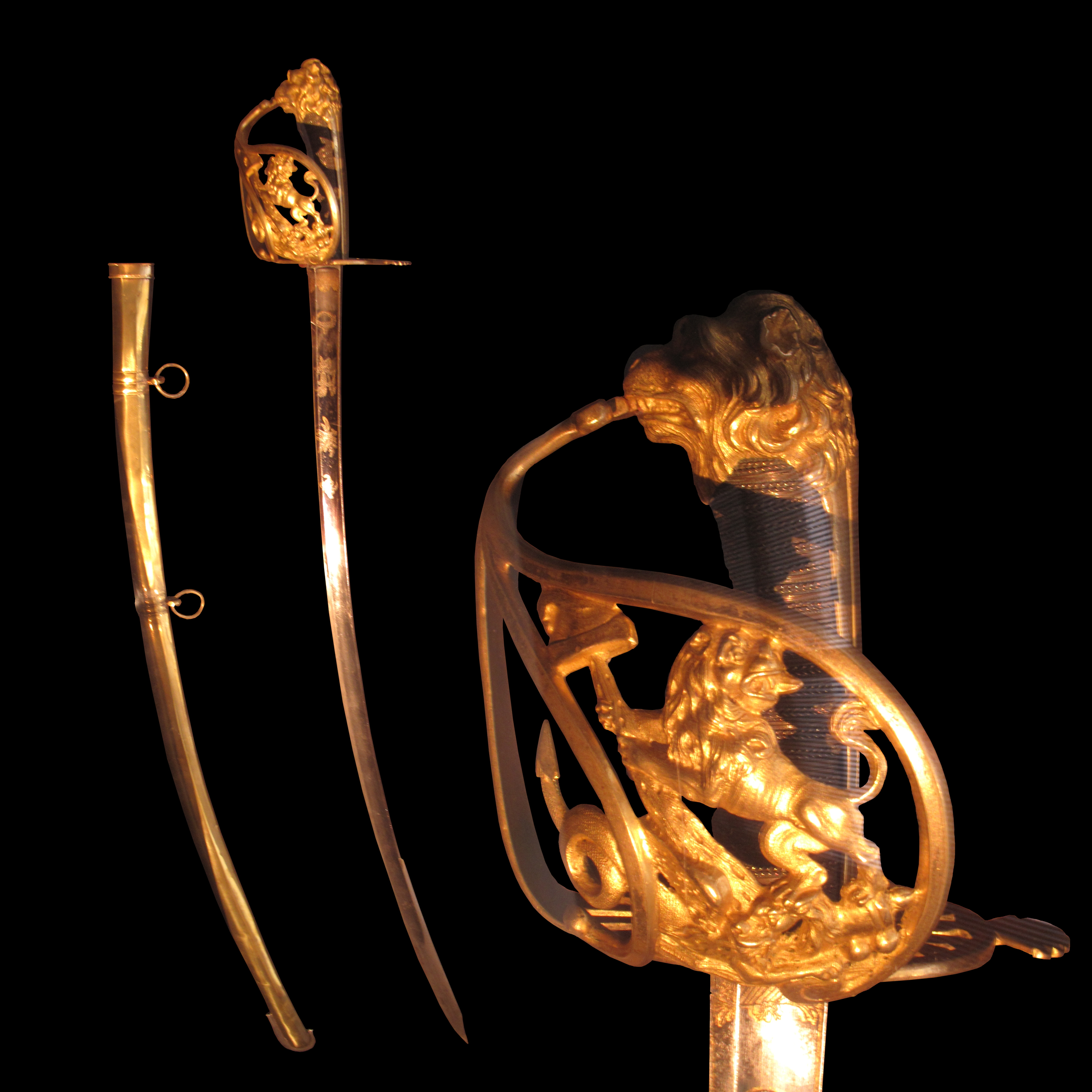
Lafayette:s sabel som Generalbefälhavare av Nationalgardet. utställd på Musée de l'Armée, Paris.

Officerarna inom Nationalgardet var valda. Genom lagen av den 14 oktober 1791, var alla medborgare och deras barn över 18 år förpliktade att gå med i Nationalgardet. Dess huvudsakliga uppgift var att upprätthålla lag och ordning, och om så krävdes försvara Frankrike och dess territorium. I september 1791 omorganiserades Nationalgardet, på basis av att varje kanton hade sina egna kompanier. Fem av dessa enheter, infanterister eller grenadjärer, bildade en bataljon. Åtta till tio av dessa bataljoner utgjorde en legion. Det fanns dessutom detachement för kavalleri och artilleri.
Medborgarna hade sina vapen och uniformer i hemmet, och kunde därför rycka ut snabbt vid behov. De inledningsvis mångskiftande uniformerna inom de olika gardena blev standardiserad 1791, och tog som sin förebild de blå rockar med röda kragar med  vita slag och röda ärmuppslag som Nationalgardet i Paris bar. Denna kombination av färger matchade trikolorens.

## Roll under Revolutionen

Soldater inom Garde nationale från Quimper eskorterar rojalistiska rebeller i Bretagne (1792). Målning av Jules Girardet.

Den tidigare Guet royal  (Kungliga vakten) hade ansvaret för lag och ordning inom Paris från 1254 till 1791, då Nationalgardet tog över denna roll. Den siste befälhavaren över Guet Royal, som kallades Chevalier du Guet (Riddaren av Vakten) blev utnämnd till befälhavare för Nationalgardet 1791. Under sommaren 1792 förändrades gardets karaktär i grunden. En grupp som kallades fédéréerna läts komma med, vilket ledde till dess radikalisering som en republikansk styrka. Gardet togs över av den revolutionäre Antoine Joseph Santerre, då dess tidigare befälhavare Antoine Galiot Mandat de Grancey mördades under Upproret den 10 Augusti. Monarkin upplöstes formellt den 21 september 1792. Gardet användes därefter i revolutionärernas tjänst, och detta skedde tydligast då gardet användes för att driva igenom Parisarna vilja i Nationalförsamlingen. Efter den 9 thermidor år II (27 juli 1794), då Maximilien de Robespierre störtades placerades Nationalgardet i mer konservativa händer. Vissa delar av Nationalgardet försökte den 13 vendémiaire år IV (5 oktober 1795) störta Direktoriet, men de blev slagna under styrkor som kommenderades av Napoleon i Slaget den 13 vendémiaire. Nationalgardet i Paris upphörde därefter att ha en politisk del i den fortsatta revolutionen.

## Första kejsardömet

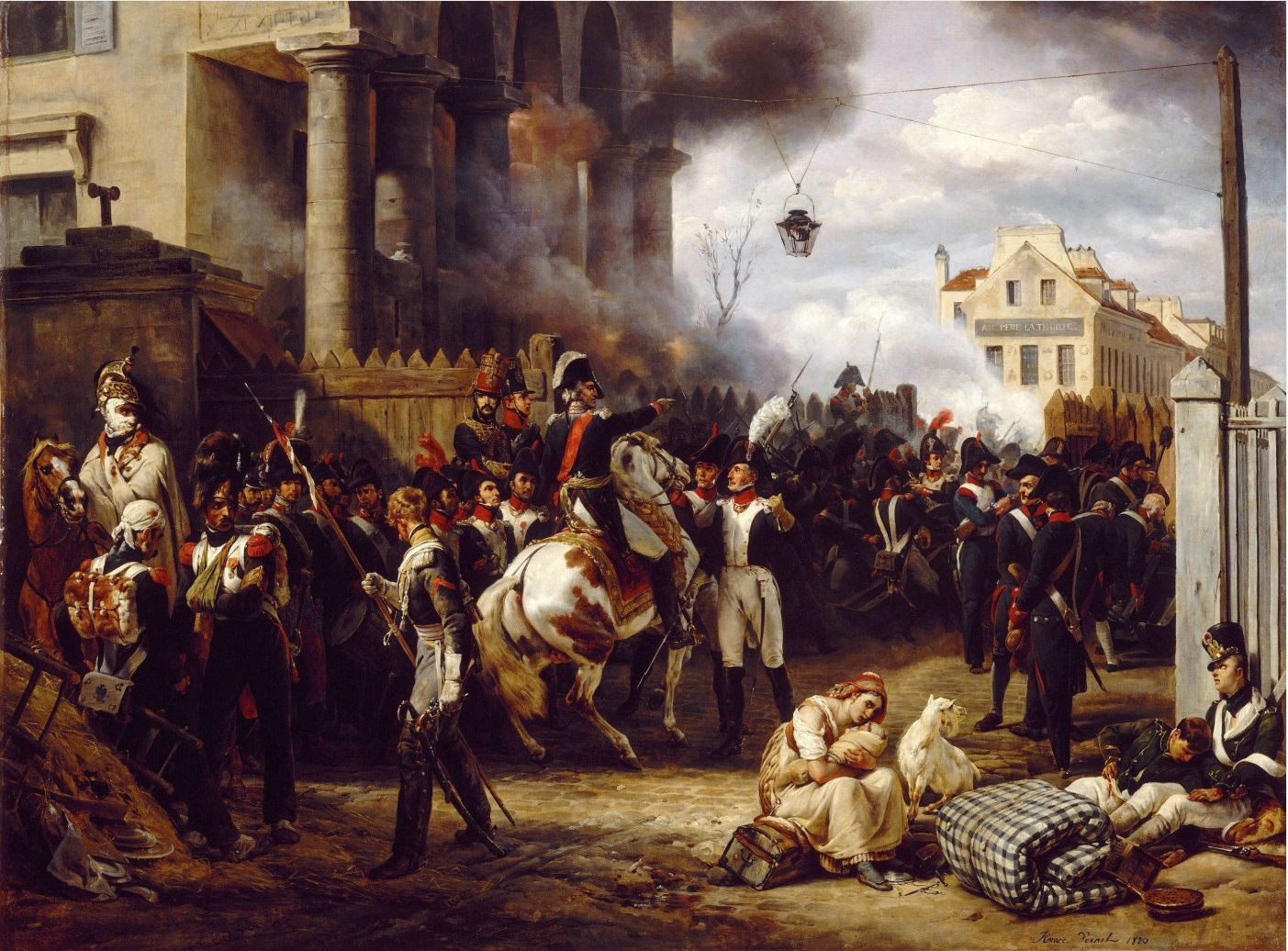
Nationalgardet under Slaget vid Paris, 1814

Napoleon trodde inte att Nationalgardet, som innehöll främst män från medelklassen kunde bevara ordning och hindra uppror. Därför skapade han ett gendarmeri under det Första franska kejsardömet som var starkt militariserat. Han avskaffade dock inte Nationalgardet, utan nöjde sig med att delvis avrusta dem. Han lade dem i reserv, och mobiliserade dem 1809 och 1814 för att försvara fransk territorium. I Paris var under denna tid ca 12 000 av borgerskapet, som ägde fastigheter, delaktiga i gardet. De tjänstgjorde deltid, och bekostade sin egen utrustning. De skyddade främst publika byggnader enligt ett rullande schema. Mellan 1811 och 1812 organiserades gardet i kohorter för att särskilja dem från den reguljära armén, och förtydliga deras roll som beskyddare av moderlandet. Genom att appellera till patriotism kunde man genom prefekturernas försorg på detta sätt ständigt ha relativt vältränade soldater att fylla den reguljära arméns behov under Napoleonkrigen.
Genom invasionen av Frankrike av de allierade Österrike, Preussen, Ryssland och Storbritannien 1814, så inkallades Nationalgardet för att ge stöd åt de reguljära kejserliga franska trupperna. Nationalgardet grupperades främst inom sina respektive upptagningsområden, och bildade försvarsstyrkor. Massinkallningar utfördes som snabbt utökade Nationalgardets numerär. Dock saknades ofta uniformer och utrustning, och i Paris delade man exempelvis ut pikar till de nya rekryterna.
6000 nationalgardister deltog i Slaget vid Paris 1814. Efter det att ockupationen av de allierade trupperna i Paris upphört utökades Nationalgardet till 35 000 man, och var de som främst svarade för att lag och ordning upprätthölls.

## Bourbonska restaurationen
Under den Bourbonska restaurationen 1814-1815 behölls Nationalgardet av Ludvig XVIII. Initialt behöll gardet, som nu hade fått sitt Napoleonska ledarskap utbytt, goda relationer med den återinsatta monarkin. Den framtida Karl X tjänstgjorde som Generalöverste och han inspekterade ofta styrkorna, och lade in sitt veto mot förslag att upplösa gardet. Dock började gardet med sina främst medelklassmedlemmar under 1827 känna att monarkin var för reaktionär. Efter en fientlig händelse vid en inspektion den 29 april 1827 upplöste Karl X gardet den 30 april samma år. Orsaken vara deras bristande respekt för kronan och konungen.  Han glömde dock att återkalla vapnen, och gardets musköter dök sålunda upp under Julirevolutionen 1830.

## Nationalgardet efter 1831

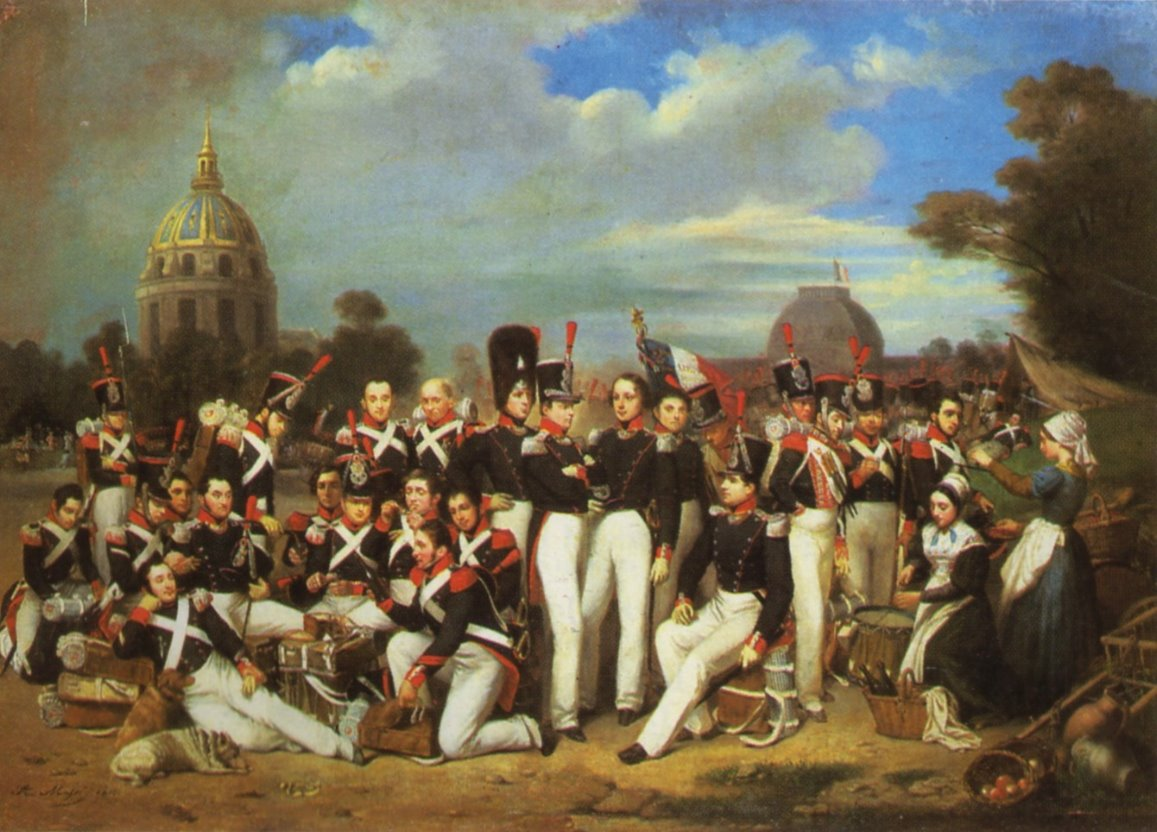
Ett kompani ur den 2:a legionen av Nationalgardet på Marsfältet i Paris 1836.

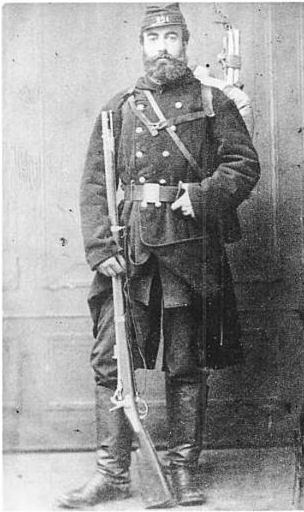
Fransk nationalgardist med ett Tabatièregevär, 1870.

Ett nytt Nationalgarde återskapades 1831 efter Julirevolutionen 1830. Det spelade en stor roll då Juniresningen 1832 slogs ner, vilken var riktad mot kung Ludvig Filip. Dock kämpade samma garde under Februarirevolutionen 1848, på revolutionärernas sida. Denna omsvängning i deras lojalitet visar att Ludvig Filips popularitet var i dalande, snarare än att gardets medlemmar hade bytts ut, då dessa fortsatt kom från medelklassen.

## Andra kejsardömet
Napoleon III reducerade Nationalgardet under det Andra franska kejsardömet till att utföra mindre viktiga uppgifter. Under det Fransk-tyska kriget abdikerade Napoleon III, och den Nationella försvarsregeringen under den Tredje franska republiken kallade gardet att försvara Paris mot den invandrande preussiska armén. 1871 gjorde Parisare uppror och bildade Pariskommunen, och Nationalgardet expanderade för att innehålla alla medborgare som kunde bära vapen. Då kommunen slogs ner av den reguljära franska armén upplöstes Nationalgardet, vilket formellt skedde den 14 mars 1871. Då den sågs som ett hot med den nya franska republiken. Istället skapade man territoriella regementen, där överåriga män från den reguljära armen organiserades som en reservstyrka.

## Återskapandet av Nationalgardet
Efter en våg av terroristattacker, som intensifierades under 2014 och 2015, återskapades Nationalgardet på order av Frankrikes president François Hollande. Detta deklarerades under september 2016, och det nya gardet skulle skapas av befintliga militära reservstyrkor.
Den 12 oktober 2016 blev Nationalgardet officiellt återskapat som den femte försvarsgrenen inom Frankrikes försvarsmakt, underställd Frankrikes försvarsminister.
Gardet förväntas växa till ca 72 500 medlemmar under 2017, samt växa ytterligare till 86 000 medlemmar under 2018. Återskapandet stöds av att man inom den franska statsbudgeten ställt 311 miljoner Euro till dess förfogande.